# 슈베하트

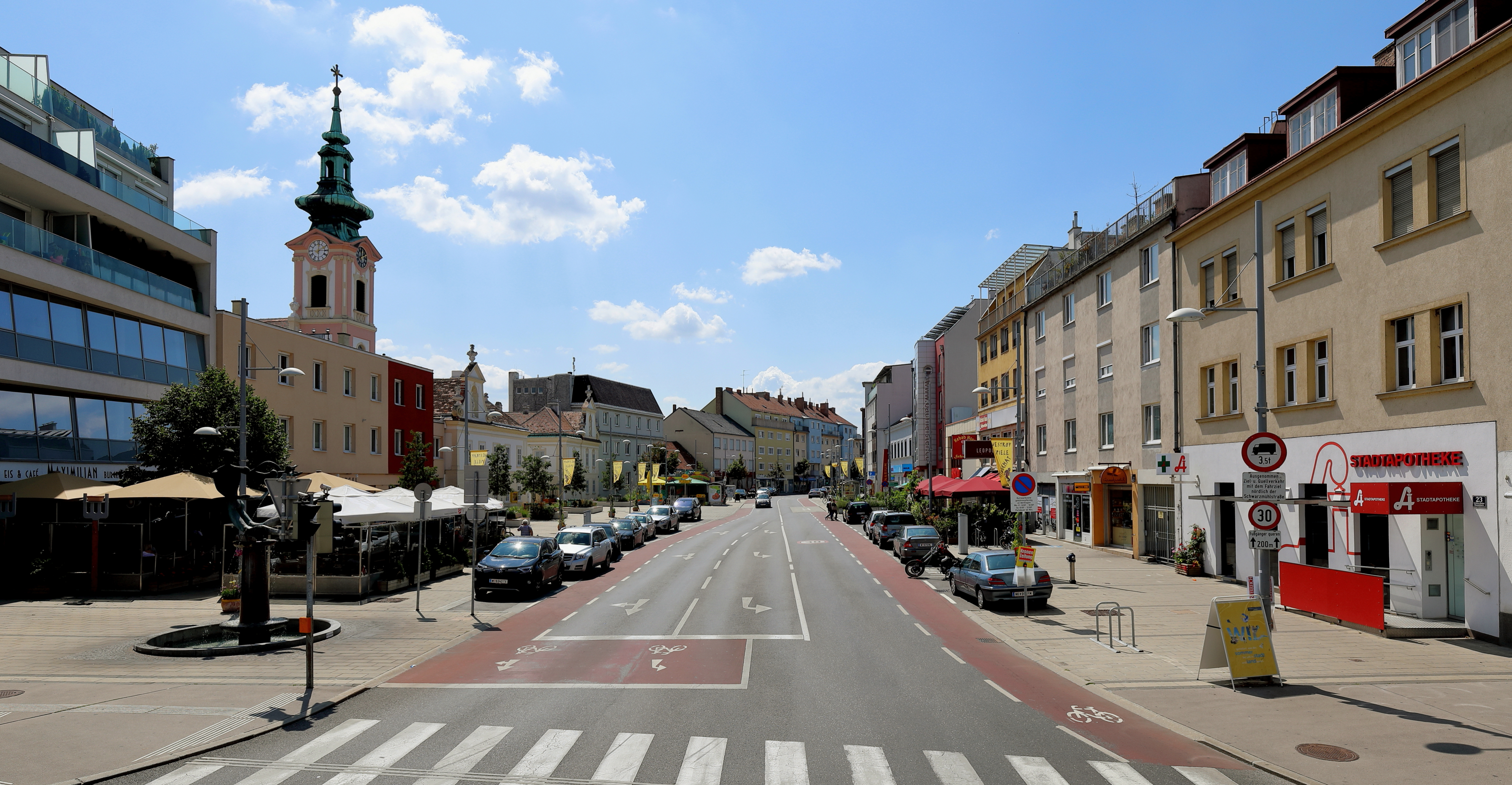
슈베하트

슈베하트(독일어: Schwechat)는 오스트리아 니더외스터라이히주에 위치한 도시로 면적은 44.7km2, 높이는 162m, 인구는 17,409명(2016년 1월 1일 기준), 인구 밀도는 390명/km2이다.
오스트리아의 수도인 빈의 남동쪽에 위치한다. 오스트리아의 국영 석유 회사인 OMV의 석유 정제 공장이 위치한 곳이기도 하다.

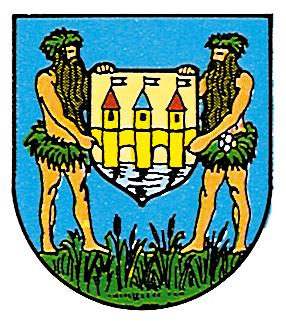
시 문장

## 인구
| 연도 | 인구   | ±%     |
| ---- | ------ | ------ |
| 1869 | 7,458  | —      |
| 1880 | 8,910  | +19.5% |
| 1890 | 10,327 | +15.9% |
| 1900 | 13,636 | +32.0% |
| 1910 | 14,625 | +7.3%  |
| 1923 | 14,372 | −1.7%  |
| 1934 | 14,936 | +3.9%  |
| 1939 | 14,813 | −0.8%  |
| 1951 | 13,270 | −10.4% |
| 1961 | 13,403 | +1.0%  |
| 1971 | 15,303 | +14.2% |
| 1981 | 14,834 | −3.1%  |
| 1991 | 14,669 | −1.1%  |
| 2001 | 15,286 | +4.2%  |
| 2011 | 16,329 | +6.8%  |